# Конго (народ)
Вижте пояснителната страница за други значения на Конго.
Конго (наричан баконго) е народ, принадлежащ към езиковата група банту.
Традиционно религията разчита много на идеята за смъртта, за разлика от повечето жители на останалия свят, които смятат, че съществува само един живот на този свят. Само Нзамби Мпунгу – техният най-висш бог, според легендите, разказвани от местните, съществува извън този свят и го създава. Други версии за живота след смъртта извеждат хората от племето бакулу и техните прадеди – твърдят, че душите на вече покойните държат душите на по-отдавна починалите. Те също вярват в свръхестествените същества – пазители, които защитават дадени територии или места (обикновено душата-пазител е душата на откривателя на тази територия).
Конго, живеещи извън Кралство Конго, запазват традиционната форма на религия в страната. От 1880 г. тук идват протестантски и католически мисионери, които успяват да убедят по-голямата част от населението да приемат християнската религия. До 1921 г. нова форма на християнството е проповядвана от Симон Кимбангу, който става доста популярен заради опитите на белгийското и португалското посолство да го подкрепят. Кинбагуизмът е много мощна религия, която внушава духовна енергия, като постига неочаквани резултати и измества старите религии, основаващи се върху Дибунду диа Конго и Муанда Нсеми.
Народът конго култивира маниока, банани, царевица, сладки домати, фъстъци, боб, таро (тропическо растение, чийто корени се ядат). Посевите, които отглеждат, са кафе, какао, урена, банани и палмово масло. Риболовът и ловът все още се практикуват от някои хора, но повечето хора предпочитат да търгуват и да работят в града.